# Villeny

Villeny este o comună în departamentul Loir-et-Cher, Franța. În 1 ianuarie 2022 avea o populație de 494 de locuitori.